# Faculdade Inspirar

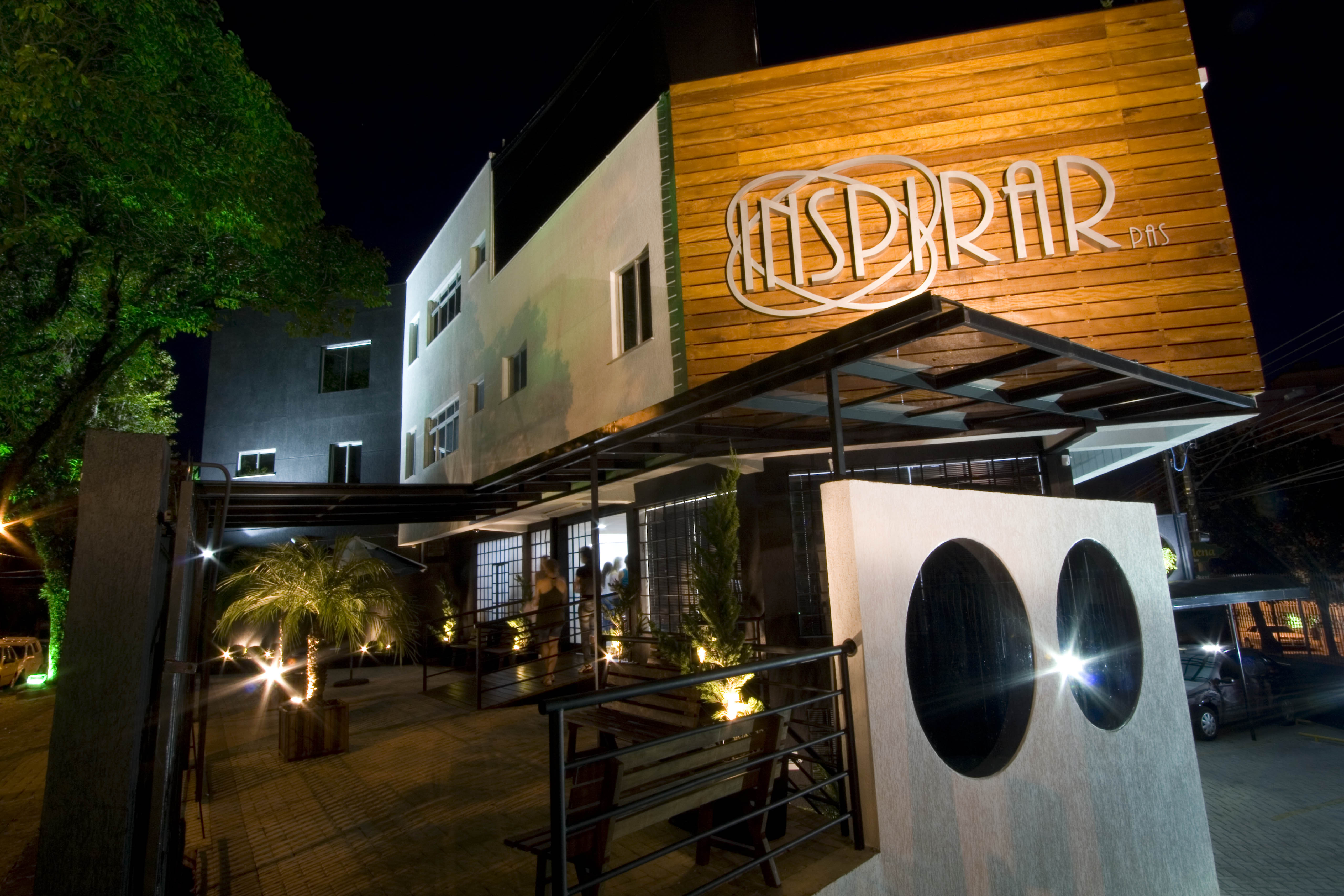
Faculdade Inspirar em Curitiba

A Faculdade Inspirar é uma rede de franquias de cursos de pós-graduação e extensão presente em todas as regiões brasileiras, em 18 estados, com 25 unidades no total.
A faculdade tem as modalidades de curso: MBA e Pós-Graduação Lato Sensu, Extensão, Formação, e os cursos Superiores de Graduação em Gestão Hospitalar, Bacharelado em Administração e Bacharelado em Direito. Na Educação à Distância oferece Graduação em Gestão Hospitalar e Bacharelado em Administração.

## Prêmios
| Ano  | Prêmios |
| ---- | --- |
| 2013 | Selo Ouro 2013 Top Qualidade Brasil, da Academia Brasileira de Honrarias ao Mérito, pelo reconhecimento em “Qualidade Empresarial com Responsabilidade Social e Cultural” |
| 2014 | Prêmio Empresa Brasileira do Ano, do Latim American Institute. |
| 2015 | Anuário Pequenas Empresas & Grandes Negócios. Considerada como uma das melhores franquias em cursos e treinamentos do Brasil.                                             |
| 2016 | Anuário Pequenas Empresas & Grandes Negócios. Considerada como uma das melhores franquias em cursos e treinamentos do Brasil.                                             |
| 2016 | Prêmio Quality Brasil, da Sociedade Brasileira de Educação e Integração, pela excelência em educação                                                                      |
| 2017 | IGC 5 do MEC. Ministério da Educação dá conceito máximo para a Inspirar                                                                                                   |
| 2017 | Eleita Franquia 5 Estrelas pela revista Pequenas Empresas & Grandes Negócios e Serasa Experian                                                                            |
| 2017 | Prêmio ABF |
| 2018 | Prêmio Excelência em Franchising, da Associação Brasileira de Franchising (ABF)                                                                                           |
| 2018 | Prêmio Pequenas Empresas & Grandes Negócio Serasa Experian |
| 2019 | Prêmio Excelência em Franchising, da Associação Brasileira de Franchising (ABF)                                                                                           |
| 2019 | IGC 5 – nota máxima no Índice Geral de Cursos do Ministério da Educação. Selo 5 estrelas.                                                                                 |